# Grand Lake (Neufundland)
Der Grand Lake ist mit bis zu 497 km² der größte See auf der Insel Neufundland in der kanadischen Provinz Neufundland und Labrador.

## Stausee
Der ursprüngliche See wurde 1924 nach Fertigstellung des Main Dam (⊙) am Junction Brook, dem damals natürlichen Abfluss des Sees zum Upper Humber River, geflutet. Dabei wurde der Wasserspiegel um 11 m angehoben und die nördlich gelegenen Seen Sandy Lake und Birchy Lake wurden ebenfalls überflutet. Der Wasserspiegel des im Mittel 86 m hoch gelegenen Sees schwankt zwischen 82,8 m und 87,5 m.
Der Grand Lake erstreckt sich über 96 km in Nord-Süd-Richtung. Im See befindet sich die achtzehntgrößte Binneninsel der Welt, die 178 km² große unbewohnte Glover Island. Die Wasserfläche umfasst 365 km². Das Einzugsgebiet des Sees umfasst 5020 km².
Die Gemeinde Howley liegt am Nordufer des Sees. Der Trans-Canada Highway (Route 1) verläuft entlang dem Seeufer der sich im Norden anschließenden Seen Sandy Lake und Birchy Lake.

## Wasserkraftwerk Deer Lake
Das Wasserkraftwerk Deer Lake (⊙) befindet sich am Ufer des Deer Lake bei der gleichnamigen Stadt Deer Lake. Der Grand Lake dient als Wasserspeicher des Kraftwerks. Über den 11 km langen Humber Canal wird das Wasser den Druckleitungen des Kraftwerks zugeführt. Das Wasserkraftwerk ist seit 1925 in Betrieb. Es liefert Strom für die Papierfabrik bei Corner Brook. Betreiber der Anlage ist Kruger Energy. Neun Turbinen erzeugen zusammen bis zu 129,6 MW. Die Fallhöhe beträgt 74 m.